# Chaghcharan
 (juillet 2022).
Chaghcharan ou Tchaghtcharan (dari-persan : چغچران), également appelé Firuzkoh (dari-persan : فیروزکوه), est une ville et un district du centre de l'Afghanistan, qui sert de capitale à la province de Ghor.
Elle est située sur le côté sud de la rivière Hari, à 2 230 m d'altitude. Chaghcharan est reliée par une autoroute longue de 380 km avec Hérat à l'ouest et par une autoroute longue de 450 km avec Kaboul à l'est. La ville est desservie par l'aérodrome de Chaghcharan.
Chaghcharan compte environ 15 000 habitants, qui parlent principalement le dari. Toutefois, les données récentes indiquent une population de 31 266 habitants (en 2015). Il a un district et une superficie totale de 2 614 hectares. Le nombre total de logements dans cette ville est de 3 474.